# إيمي واتسون
إيمي واتسون (بالإنجليزية: Amy Watson)‏ هي راقصة باليه أمريكية، ولدت في 1981.